# Slag om Secessionville
De Slag om Secessionville vond plaats op 16 juni 1862 tijdens de Amerikaanse Burgeroorlog. Deze slag is ook bekend als de Slag om James Island. Het was de enige Noordelijke poging om de stad Charleston te veroveren via de landzijde tijdens het conflict.

## De slag
In juni 1862 transporteerde generaal-majoor David Hunter de Noordelijke divisies van Horatio G. Wright en Isaac I. Stevens onder algemene leiding van brigadegeneraal Henry Benham naar James Island. Ze landden bij Grimball’s Landing niet ver van de zuidelijke flank van de Zuidelijke stellingen. De Noordelijke divisies telden 6.500 soldaten samengesteld uit de 3rd New Hampshire, 8th Michigan, 7th Connecticut, 28th Massachusetts en de 79th New York "Highlanders". Ze marcheerden richting Charleston. Hoewel de Zuidelijke eenheden, onder leiding van Nathan Evans, maar met half zoveel waren, slaagden ze erin de Noordelijke eenheden te verslaan en op de vlucht te doen slaan bij een fort bij Secessionville.

## Gevolgen
De Noordelijke divisies telden 683 slachtoffers (waarvan 107 gesneuvelden). De Zuidelijken hadden 204 slachtoffers (waarvan 52 gesneuvelden) te betreuren. Hoewel dit maar een kleinschalige veldslag was, gebruikten de Zuidelijken hun overwinning als een sterk propagandawapen.
De aanval op James Island door Benham was insubordinatie. Hij had geen orders gekregen om zo’n onderneming uit te voeren. Hij kwam dan ook voor de krijgsraad. Als de Noordelijken erin geslaagd waren om Charleston in te nemen, hadden ze controle over de haven gekregen. Voor de rest van de oorlog moesten ze echter de stad blokkeren.